# Sværsvann
Sværsvann est un petit lac dans la municipalité de Nordre Follo dans le comté d'Akershus en Norvège.

## Description
Le lac Sværsvann se trouve dans le Sørmarka, zone forestière de l'Oslomarka, entre Oslo et Nordre Follo.
La qualité de l'eau est bonne pour une eau de baignade avec peu de bactéries et une bonne visibilité. Il y a encore une certaine contamination dans les eaux souterraines qui remonte rarement à la surface. On y trouve surtout des perches, des brochets et des gardons, mais aussi des tanches et autresespèces. Il y a un certain nombre de maisons et de chalets dans la région.

## Aire protégée
La zone est caractérisée par des marécages humides. Le site est une zone humide créée par la repousse de la partie intérieure de la crique la plus à l'ouest de Sværsvann.